# Ildefonso Sánchez del Río
Ildefonso Sánchez del Río y Pisón (Haro, La Rioja, 1 de mayo de 1898 - Madrid, 30 de noviembre de 1980). Fue un ingeniero español especialista en la construcción de cubiertas y grandes luces de hormigón armado. Obtuvo reconocimiento internacional por su innovador sistema de construcción de estructuras laminares onduladas, conocidas como estructuras dovelas-onda, con ellas construyó su gran obra, el Palacio de los Deportes de Oviedo (1961-1975). Fue fundador de la empresa Dragados y Construcciones y de la fábrica Río-Cerámica, y director general de Carreteras en el periodo entre 1945 a 1951.

## Biografía
Hijo de un juez de Asturias y madre de Haro, fue el mayor de ocho hermanos. Estudió la enseñanza media en Madrid, en la Institución Libre de Enseñanza y en el Instituto Cardenal Cisneros. En 1916 ingresó en la escuela de Ingenieros de Caminos, Canales y Puertos de Madrid, terminando la carrera a comienzos de 1922.
En 1922 se trasladó a Asturias donde ejerció como ingeniero del puerto de San Esteban de Pravia hasta 1925. Entre 1924 y 1941 fue ingeniero municipal en el Ayuntamiento de Oviedo, años en los que proyectó varios puentes, depósitos, naves y cubiertas por Asturias, además de un trazado de autovía entre Oviedo y Gijón en 1927, germen de la actual autopista.
Uno de los primeros encargos que recibió en Oviedo fue diseñar un prototipo de lavadero público cubierto, que fue construido en diferentes localidades, entre ellas Oviedo y Olloniego. Ildefonso proyectó un lavadero circular cubierto por un paraguas de hormigón armado situado en el centro.
Contrajo matrimonio con Carmen Fernández Álvarez-Tuero.
En 1941 abandonó su puesto para trasladarse a Madrid a trabajar por su cuenta. Se presentó junto con Luis Sánchez-Guerra Sáinz al concurso de proyecto y obra para la ejecución del dique oeste del puerto de Palma de Mallorca, obteniendo la adjudicación y para la realización de las obras fundaron la sociedad Dragados y Construcciones. Ildefonso, con escaso espíritu empresarial pronto se apartó de la constructora.
Durante el quinquenio 1941-45 desarrolló sus sistemas de forjados cerámicos, que conseguirían una enorme difusión. En 1942 montó su propia fábrica llamada Río Cerámica, para poder producir sus patentes. Su objetivo era conseguir hacer estructuras laminares de grandes luces aligeradas con piezas cerámicas. Así introdujo la ondulación en la superficie de sus cubiertas, lo que las daba mayor rigidez, permitiéndole incrementar su luz de vano.
Unas de sus primeras cubiertas onduladas construidas fueron las del garaje Renault de Oviedo de 22 metros de luz de vano libre, y las de la fábrica FEFASA en Miranda de Ebro, que alcanzaron 30 metros de luz de vano y longitudes de 72 y 120 metros. Ildefonso fue incrementando paulatinamente la luz de vano de sus arcos-onda, alcanzando los 35 m en la nave construida para su empresa Río Cerámica en Madrid y en el almacén de azúcar de Palencia.
En 1946 le fue concedida la gran cruz de la Orden del Mérito Civil, según la Revista de Obras Públicas por:

Su original forjado Río-Cerámico, que hoy se emplea profusamente en España merced a una gran organización de fabricación y venta que ha creado personalmente.

En 1944 realizó en colaboración con Fernández Casado los talleres del Instituto Nacional de Técnica Aeronáutica.
En agosto de 1945 fue nombrado director general de Carreteras, debido a que su amigo José María Fernández Ladreda, alcalde de Oviedo durante la época en la que Ildefonso era ingeniero municipal de dicha ciudad, fue nombrado ministro de Obras Públicas y le convenció, bastante a su pesar, para que le ayudase en ese cargo hasta su cese en 1951. Durante ese periodo sacó adelante la Ley de Modernización de Carreteras, de 1950, también gestionó el proyecto del llamado puente de Santo Domingo de la Calzada, sobre el río Ebro en su ciudad natal, Haro, que tenía como objetivo dejar de utilizar el puente de Briñas, sólo apto para un carril de circulación, por otro más ancho. Encargó el proyecto al ingeniero Vicente Roglá, perteneciente a la Jefatura de Puentes. Ildefonso se implicó mucho en esta obra, eligiéndose un puente de hormigón sin hierro, para que no se demorase la obra y colocando arcos triarticulados y articulaciones de fibrocemento. Fue adjudicado a la empresa Termac en 1948 e inaugurado el 12 de mayo de 1950.
Reincorporado a sus actividades privadas continuó proyectando estructuras, inventando dispositivos y ocupándose de su fábrica de productos cerámicos establecida en Torrejón de Ardoz. En estas instalaciones, con la colaboración del ingeniero Fernández Oliva, llevó a cabo una gran labor, auspiciada por el Ministerio del Aire, entonces regido por el logroñés Eduardo González-Gallarza.
A partir de los años cincuenta fue consejero de varias sociedades, entre ellas de Dragados, más por su condición de fundador y su prestigio, que por la solvencia de sus conocimientos financieros.
La culminación de sus cubiertas onduladas fue la construcción del Palacio de Deportes de Oviedo entre 1961 y 1975.
Falleció el 30 de noviembre de 1980 en Madrid, solo dos meses después que su esposa. Su funeral se realizó al día siguiente en Haro, enterrado seguidamente en el panteón familiar.

## Obras
- Depósitos de agua de Oviedo: fue encargado de realizar el tercer depósito junto al segundo para acabar unificando ambos, inaugurándose en 1927. En 1928 comenzó a construir el cuarto con una novedosa cubierta. Sería inaugurado al año siguiente.[1]
- Autopista entre Oviedo y Gijón (1927)[1]
- Depósito de aguas de Pola de Siero (1928-1930)
- Depósito de agua de Trubia[1]
- Depósito de agua de Mieres[1]
- Depósito de agua de Turón[1]
- Puente de Laneo, sobre el río Narcea, en la carretera de Cornellana a Cangas de Tineo.[1]
- Plan de Ensanche de Pola de Siero (1928-1932)
- Mercado de Pola de Siero (1928-1931): Planteó un edificio con forma de triángulo rectángulo isósceles con una bóveda en rincón de claustro sin apoyos interiores para obtener un espacio interior diáfano.[1]
- Tribuna del estadio de Buenavista en Oviedo (1930-1932): la tribuna diseñada por Ildefonso tenía la particularidad en ese tiempo de ser una visera de hormigón armado de más de 100 metros de longitud sin ninguna columna de apoyo delante, la primera que se construyó en España de esas características, lo que permitía una perfecta visión de todo el terreno de juego. El estadio fue derruido en 2003.
- Estructura volante que da nombre a la Plaza del Paraguas, en Oviedo (1931): era una estructura de 15 m en forma de paraguas, proyectado para cobijar a las vendedoras de leche, fue destruida durante los bombardeos de la guerra.[1]
- Quiosco de música de Ciaño, concejo de Langreo. Realizó un paraguas excéntrico, de planta semejante a una concha de peregrino, colgado de un pilar circular del que parten diez nervaduras de longitudes diferentes.[4]
- Instituto Nacional de Técnica Aeronáutica (1944-1946): en colaboración con Fernández Casado.[1]
- Mercado de La Felguera, realizó su nueva cubierta abovedada en 1942.
- Palacio de Deportes de Oviedo (1961-1975): Considerada su obra maestra. Su luz de vano alcanzó los 100 m.[4]
- Los paraguas del mercado de Pola de Siero (1971-1972): El paraguas invertido de mayor tamaño cuenta con 40 metros de diámetro y 3,5 cm de espesor, fue el de mayor diámetro construido hasta entonces.[4] Originalmente la construcción contaba con cuatro paraguas, pero ya solo se conserva el más grande.[8]

## Publicaciones
Entre sus publicaciones en la Revista de Obras Públicas cabe reseñar: 
- «El cuarto depósito de aguas, de Oviedo» (1928), 76, tomo I (2506): 269-272;
- «El cuarto depósito de aguas de Madrid» (1930), 78, tomo I (2546): 139-145;
- «Un paraguas de hormigón armado en Oviedo o el ojo clínico del ingeniero» (1931), 79, tomo I (2578): 302-305;
- «El empleo de articulaciones y rodillos de fibrocemento» (1936), 84, tomo I (2693): 190-193;
- «El taller de montaje del I.N.T.A., en Torrejón de Ardoz» (1951), 99, tomo I (2830): 55-61;
- «La construcción de grandes bóvedas por el sistema de "dovelas-onda"» 1957, 105, tomo I (2905): 205-216.

## Honores
Hijo predilecto de Haro, hijo adoptivo de Santo Domingo de la Calzada y Oviedo, gran cruz de la Orden del Mérito Civil, gran oficial de la Orden Militar de Cristo (Portugal), Cruz Laureada de San Fernando (colectiva) de la defensa de Oviedo, caballero del Capítulo de la Virgen de Valvanera, cofrade de la Virgen de la Vega y Santo Domingo de la Calzada.

## Homenajes
Tiene calles dedicadas en Haro, Oviedo y Pola de Siero.
La fundación Juanelo Turriano de Madrid, con la colaboración del Colegio de Ingenieros de Caminos y Puertos le rindió homenaje en 2011 mediante la realización de una exposición monográfica y un libro con el objetivo de difundir su legado, del cual un importante archivo documental ha quedado depositado en la biblioteca de dicha fundación.

### En Haro

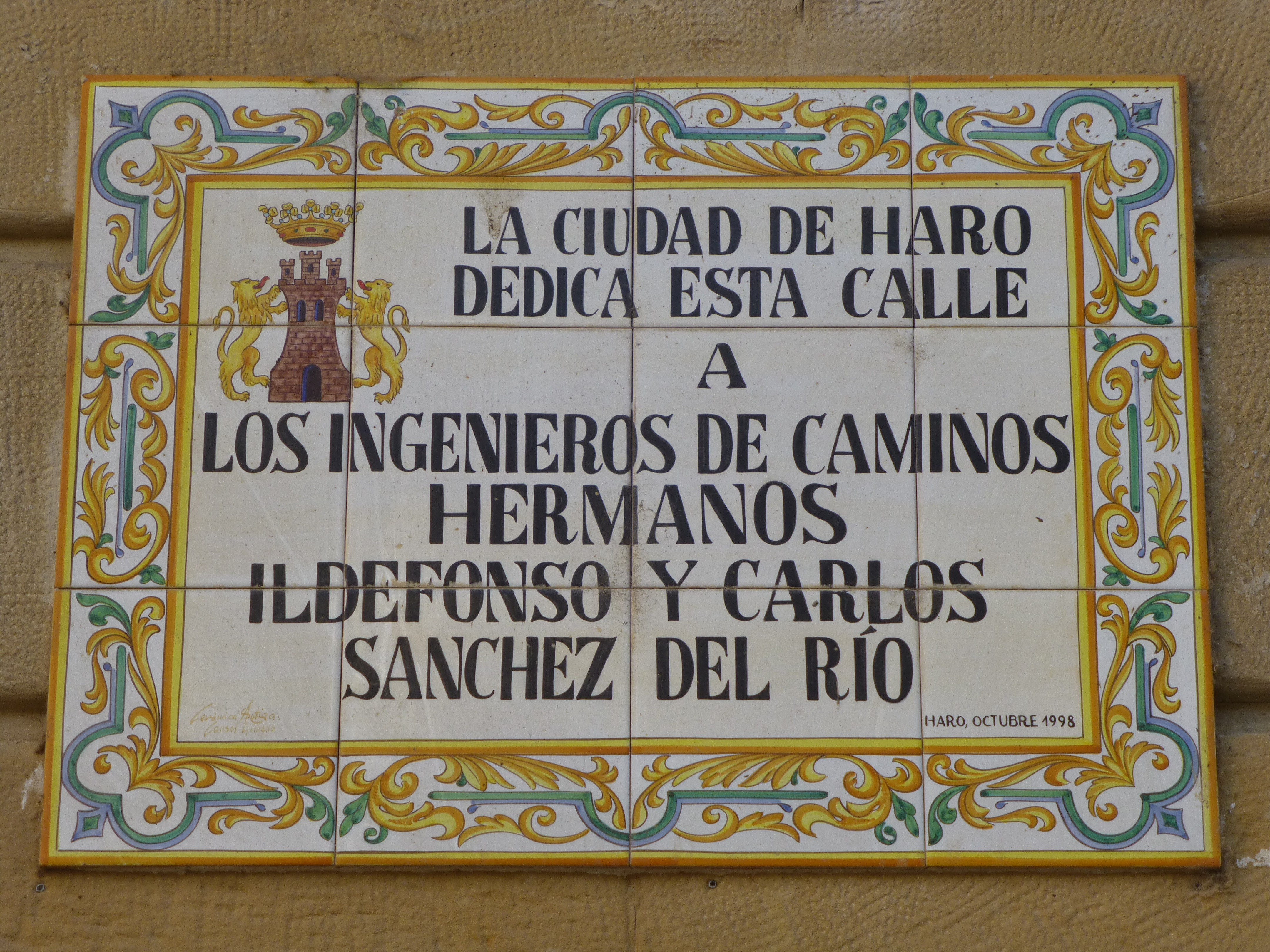
Placa dedicada por el ayuntamiento de Haro a los hermanos Sánchez del Río

Para agradecer la intervención que Ildefonso realizó en 1946 en la jefatura de Obras Públicas de Logroño, para que se ensanchase mediante aceras voladas el puente de piedra sobre el río Tirón de Haro, que llevaba solicitándose a la dirección de Obras Públicas desde 1922 y que gracias a él se llevaría finalmente a cabo con diversas mejoras sobre el proyecto original, el ayuntamiento organizó un acto el 9 de septiembre de 1947 para nombrarle hijo predilecto de la ciudad y descubrir una placa en la hasta entonces llamada calle del Peso, que pasaría a llamarse Sánchez del Río. Dicha calle antes de 1874 se había llamado calle Real y está situada frente a la casa de los Pisón, donde había nacido (en las traseras del ayuntamiento de Haro). 
Además el ayuntamiento inició una suscripción pública para que el vecindario expresase la solidaridad y el cariño por Ildefonso, con el fin de otorgarle la medalla de oro de la ciudad, que le sería impuesta el día que se colocase la primera piedra del nuevo puente sobre el Ebro, que se denominaría puente de Santo Domingo, y que sustituiría al puente de Briñas como paso principal para el tráfico rodado.
El 12 de octubre de 1998 el ayuntamiento remplazó el nombre de la calle que le dedicaban por el de Ingenieros Sánchez del Río y se colocó una placa con el rótulo "La ciudad de Haro dedica esta calle a los ingenieros de caminos hermanos Ildefonso y Carlos Sánchez del Río". El acto se celebró a las 12:30 y en él Carlos descubrió la placa y la banda de música interpretó el himno de Haro. La inclusión de su hermano Carlos, también importante ingeniero de caminos, fue para agradecer que ampliase con la donación de 2400 acciones de Acesa (Autopistas, Concesionaria Española S.A.), la base económica de las becas que se habían creado con el mecenazgo de Ildefonso.
Las Becas Sánchez del Río se otorgan anualmente a los estudiantes de los centros de estudios de Haro. El dinero que conceden se obtiene de acciones donadas por los hermanos Sánchez del Río. Originalmente se basaban en 76.734 acciones de la empresa Actividades de Construcción y Servicios, con un valor nominal de 0,50 euros por acción, donadas por Ildefonso, a las que se sumaron 4250 acciones de Abertis, con un valor nominal de 3 euros por acción donadas por su hermano Carlos, depositadas en el Banco Santander Central Hispano. Según lo que generen al año, la cantidad producida se destina a ayudas en educación.